# 川口陸橋
川口陸橋（かわぐちりっきょう）は、埼玉県川口市川口と同市幸町の間で川口市道および東日本旅客鉄道（JR東日本）東北本線に架かる埼玉県道68号練馬川口線（オリンピック道路）の跨道橋および跨線橋（陸橋）である。

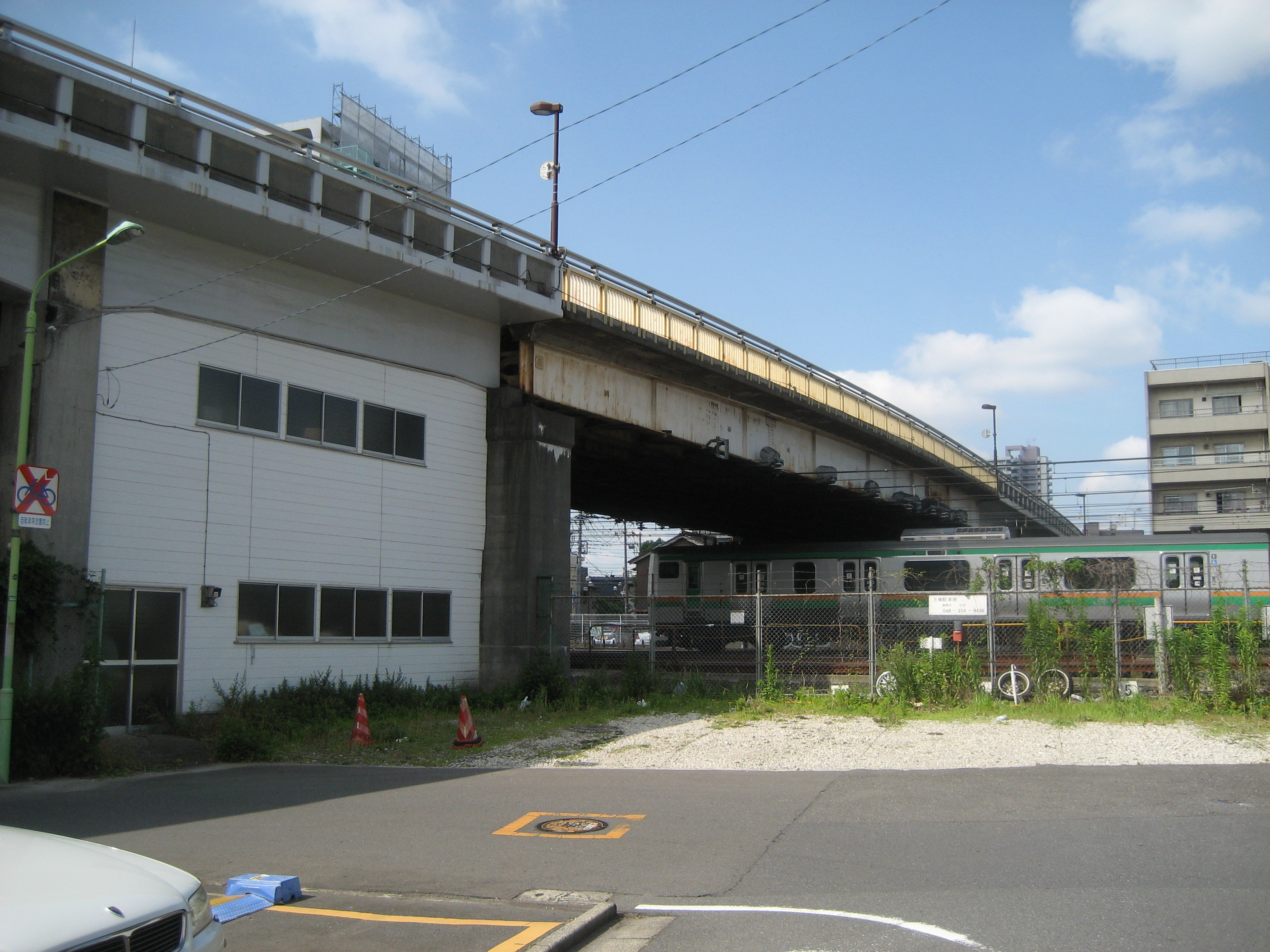
川口陸橋

## 概要
竣工
1957年（昭和32年）3月
全長
447.4m
幅員
12.4m
歩道幅員
1.7m
総工費
2億2845万円
東北本線の電車線（旅客案内上は京浜東北線）、列車線（旅客案内上は宇都宮線（東北線）、高崎線、上野東京ライン）、貨物線（東北貨物線、旅客案内上は湘南新宿ライン）の3本の複線に架かる橋で、電車線では川口駅・西川口駅間、列車線および貨物線では赤羽駅・浦和駅間にある。橋の西詰は川口陸橋西交差点で、埼玉県道68号練馬川口線はこの交差点で（練馬方面から見て）左折して川口陸橋を渡っている。東詰は川口陸橋下交差点で、産業道路（当交差点以南は川口市道、当交差点以北は埼玉県道35号川口上尾線で、川口駅東口ロータリーと国道17号（中山道）の日の出交差点を結んでいる）と接続している。当陸橋と川口駅の間に東北本線の列車線と貨物線の渡り線があり、浦和駅高架化工事の際に利用された。

## 隣の橋
（起点）東十条駅跨線橋 - 平和橋 - 川口陸橋 - 西川口陸橋 - 川口蕨陸橋（終点）